# Кривське (Сухиницький район)
Кривське (рос. Кривское) — присілок в Сухиницькому районі Калузької області Російської Федерації.
Населення становить 6 осіб. Входить до складу муніципального утворення Присілок Алнери.

## Історія
Від 2004 року входить до складу муніципального утворення Присілок Алнери

## Населення
| 2002 | 2010 |
| ---- | ---- |
| 13   | ↘6   |